# Giuseppe Conte

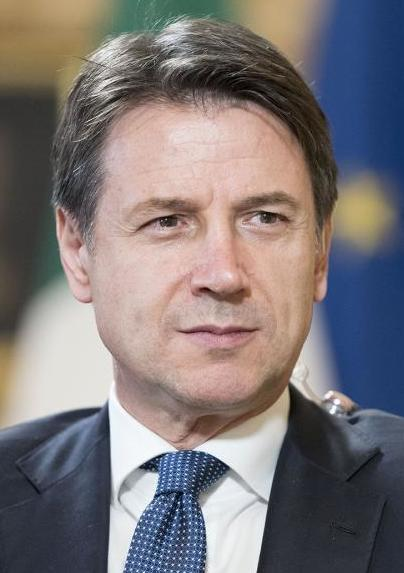
Giuseppe Conte (2020)

Giuseppe Conte [d͡ʒuˈzɛpːe ˈkonte] (* 8. August 1964 in Volturara Appula) ist ein italienischer Rechtswissenschaftler und Politiker (seit 2021 Movimento 5 Stelle, davor parteilos). Er war vom 1. Juni 2018 bis zum 13. Februar 2021 Ministerpräsident Italiens.

## Leben
Giuseppe Conte wuchs in dem kleinen Ort Volturara Appula bei Foggia auf und besuchte die Schule in San Giovanni Rotondo, dem Wallfahrtsort für den italienischen Nationalheiligen Padre Pio. Er studierte Rechtswissenschaften an der Universität La Sapienza in Rom, wo er 1988 sein Examen mit summa cum laude ablegte. In den Jahren 1992 und 1993 war er Stipendiat des Consiglio Nazionale delle Ricerche. Auslandsaufenthalte absolvierte er nach eigenen Angaben 1992 an der Yale University in New Haven (Connecticut) und der Duquesne University in Pittsburgh, 2000 an der Sorbonne in Paris, 2001 am Girton College in Cambridge und von 2008 bis 2009 an der New York University (NYU). Eine Sprecherin der NYU gab gegenüber der New York Times an, Conte sei weder Student noch Angehöriger einer Fakultät gewesen. Die Fünf-Sterne-Bewegung erklärte dazu, Conte habe an keiner Stelle geschrieben, Kurse oder Master an der Universität absolviert zu haben. Er habe in New York lediglich seine Englischkenntnisse verbessert.
Conte ist Privatrechtsprofessor an der Universität Florenz sowie der Universität LUISS in Rom. Er hat in Rom eine Anwaltskanzlei und ist als Rechtsanwalt am Obersten Kassationsgerichtshof, dem höchsten Gericht der ordentlichen Gerichtsbarkeit Italiens, zugelassen.
Conte lebt getrennt von seiner Frau Valentina Fico, mit der er einen 2007 geborenen Sohn hat. Conte ist derzeit mit Olivia Paladino liiert, die ihn mitunter auch bei öffentlichen Staatsbesuchen begleitet hat.

## Politik

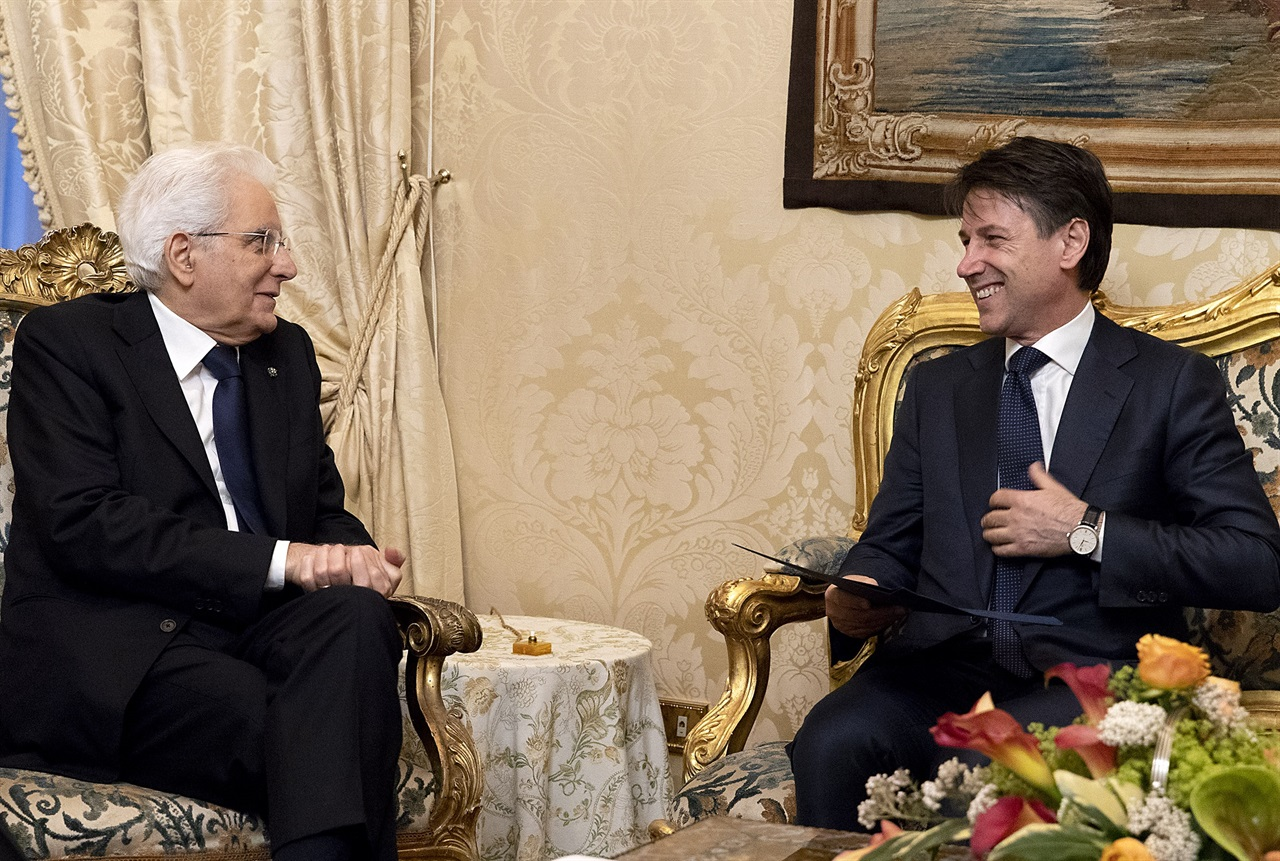
Staatspräsident Sergio Mattarella empfängt Giuseppe Conte im Mai 2018 im Quirinalspalast in Rom

Kurz vor den Parlamentswahlen am 4. März 2018 stellte Luigi Di Maio, der Spitzenkandidat der europaskeptischen Fünf-Sterne-Bewegung (M5S), ein Schattenkabinett vor. Diesem gehörte der parteilose Conte als möglicher Minister für öffentliche Verwaltung an. Die Wahlen brachten aber keine klaren Mehrheitsverhältnisse innerhalb der beiden politischen Lager. Da vorerst nur die Lega Nord zusammen mit der Fünf-Sterne-Bewegung auf einen Nenner bei der Bildung einer regierungsfähigen relativen Mehrheit in beiden Kammern des Parlaments gekommen waren, legten die beiden Parteien, wiewohl ideologisch weit voneinander entfernt und zum Teil kontrastierend, am 18. Mai 2018 ein gemeinsames Regierungsprogramm vor.
Am 21. Mai empfing Staatspräsident Mattarella Delegationen beider Parteien zu Gesprächen über die Bildung einer Koalitionsregierung. Ihre beiden Spitzenkandidaten Matteo Salvini und Luigi Di Maio schlugen Giuseppe Conte als neuen Ministerpräsidenten vor. Nach Gesprächen unter anderen mit den Präsidenten der Abgeordnetenkammer Roberto Fico (M5S) und des Senats Maria Casellati (FI) beauftragte Mattarella am 23. Mai 2018 Giuseppe Conte mit der Regierungsbildung. Am 27. Mai 2018 lehnte Staatspräsident Mattarella die Ernennung des eurokritischen Wirtschaftswissenschaftlers Paolo Savona zum Finanzminister ab, weil er für Italien negative Reaktionen von Finanzmärkten und Investoren befürchtete. Die Lega war nicht bereit, statt ihres Wunschkandidaten Savona einen anderen Kandidaten zu benennen. Deshalb gab Conte den Regierungsauftrag zurück.
Im zweiten Anlauf einigten sich beide Parteien kurzfristig auf eine Umbesetzung: Zum Finanzminister wurde nun Wirtschaftsprofessor Giovanni Tria vorgeschlagen und Savona als Minister für Europäische Angelegenheiten. Tria gilt nicht als Befürworter eines Euroaustritts. Andererseits verzichtete der Wirtschaftswissenschaftler Carlo Cottarelli, den Staatspräsident Mattarella nach dem Rückzug Contes zwischenzeitlich alternativ beauftragt hatte, auf die Vorlage einer eigenen Kabinettsliste bis zum 31. Mai 2018. Daraufhin erneuerte Mattarella den Regierungsauftrag an Conte und vereidigte am 1. Juni 2018 dessen vorgeschlagenes Kabinett mit 18 Ministern, darunter fünf Frauen. Am 5. Juni 2018 sprach der Senat der Regierung Conte das Vertrauen aus (171 dafür, 117 dagegen, 25 Enthaltungen), am Tag darauf auch die Abgeordnetenkammer (350 dafür, 236 dagegen, 35 Enthaltungen).
Am 20. August 2019 gab Conte im Senat seinen Rücktritt als Regierungschef bekannt. Damit kam er wie erwartet einem Misstrauensvotum zuvor, mit dem die Lega gedroht hatte. Innenminister und Lega-Chef Matteo Salvini hatte fast zwei Wochen zuvor das Regierungsbündnis aus seiner Partei und der Fünf-Sterne-Bewegung für arbeitsunfähig erklärt und in eine Krise gestürzt. Salvini hatte mit seiner Partei hohe Zustimmungswerte bei den Wählern erzielt und hoffte auf Neuwahlen, aus denen er theoretisch als neuer Ministerpräsident hätte hervorgehen können.
Nach Contes Rücktritt musste Staatspräsident Sergio Mattarella entscheiden, ob der Auftrag zur Suche einer neuen Mehrheit und Regierung erteilt oder das Parlament aufgelöst wird und Neuwahlen angeordnet werden. Mattarella nahm Contes Rücktrittsgesuch an und beauftragte ihn zugleich, die Amtsgeschäfte vorläufig weiterzuführen.
Am 28. August 2019 einigten sich die Fünf-Sterne-Bewegung und die Demokratische Partei auf die Bildung einer Regierungskoalition unter Führung Contes. Seine Personalie galt als Voraussetzung für ein Bündnis. Einen Tag später beauftragte Mattarella Conte offiziell mit der Bildung einer neuen Regierung. Nach Abschluss der Koalitionsverhandlungen und der Zustimmung zum Koalitionsvertrag durch die Mitglieder der Fünf-Sterne-Bewegung über ihre Internet-Plattform Rousseau, legte Conte am 4. September dem Staatspräsidenten seinen neuen Kabinettsentwurf vor, der neben Ministern aus der Fünf-Sterne-Bewegung und der Demokratischen Partei auch einen Ministerposten für die linksgerichtete Partei Liberi e Uguali (LEU) enthält. Am 5. September wurde er als Ministerpräsident bestätigt.
Am 13. Januar 2021 zogen sich die Minister von Matteo Renzis Partei Italia Viva aus der Regierung zurück. Die Koalition von Fünf-Sterne-Bewegung und Sozialdemokraten (Partito Democratico, PD) unter dem parteilosen Ministerpräsidenten Giuseppe Conte hatte somit keine ausreichende Mehrheit mehr im Parlament. Am 18. Januar 2021 sprach die Abgeordnetenkammer der Regierung Conte das Vertrauen aus. Auch im Senat gewann er die Vertrauensfrage, konnte sich jedoch keine absolute Mehrheit sichern. Am 26. Januar 2021 reichte Giuseppe Conte seinen Rücktritt ein, blieb allerdings bis zur Ernennung seines Nachfolgers geschäftsführend im Amt. Am 13. Februar 2021 wurde Mario Draghi zu seinem Nachfolger als Regierungschef ernannt.
Am Gründonnerstag 2021, nachdem Conte der Fünf-Sterne-Bewegung beigetreten war und deren Leitung übernommen hatte, kündigte er an, die Partei neu organisieren und aufstellen zu wollen. Conte überwarf sich mit Parteigründer Beppe Grillo, der im Jahr 2024 ankündigte, die Bewegung aufzulösen.

## Rezeption
Conte erlebte eine gemischte öffentliche Wahrnehmung. Als er ins Amt kam, wurden die Erwartungen niedrig angesetzt, da er als unbekannter Kompromisskandidat galt. Während seiner Amtszeit gelang es ihm, Matteo Salvini aus der Regierung zu drängen, was viele positiv bewerten.
Während der COVID-19-Pandemie zeigte Conte eine umstrittene Leistung. Obwohl Italien im Frühjahr 2020 stark betroffen war, konnte er während des Sommers Verbesserungen erzielen. Dennoch wurde seine Handhabung der Krise insgesamt kritisiert. Conte wird als moderater  Politiker gesehen, dessen größter Beitrag die Stabilisierung der Regierung in einer politisch turbulenten Zeit war. Trotz seiner Bemühungen blieben die dringend benötigten Reformen in Italien aus.

## Politische Positionen

### Außenpolitik
Conte hat sich zu Beginn seiner Amtszeit als Ministerpräsident, ebenso wie US-Präsident Donald Trump, für eine Wiederaufnahme Russlands in die G7 (dann wieder G8) ausgesprochen. Er sprach sich 2018 dafür aus, die seit 2014 bestehenden europäischen Sanktionen gegen Russland zu überprüfen. „Wir werden die Initiatoren für eine Überprüfung des Sanktionssystems sein“, erklärte er bei Regierungsantritt.

### Finanz- und Wirtschaftspolitik
Conte bekräftigte nach seiner Amtsübernahme als Ministerpräsident die Bereitschaft seines Landes zum Abbau der Staatsschulden. Allerdings sollten die Schulden „durch Wachstum und nicht mit der Hilfe von Sparmaßnahmen“ reduziert werden.

### Migrationspolitik
Bei der Vorstellung des Regierungsprogramms im Senat erklärte Conte: „Wir werden dem Geschäft der Einwanderung ein Ende setzen, das unter dem Deckmantel einer vorgetäuschten Solidarität über das Maß angewachsen ist“. Den Vorwurf der Fremdenfeindlichkeit wies er zurück und sagte: „Wir sind nicht und werden nie rassistisch sein.“ Die Regierung werde sich für die Rechte derjenigen Migranten einsetzen, „die legal in unserem Land ankommen.“
Das Thema Migration sei für Conte die erste Nagelprobe für „unsere neue Form des Dialogs mit der EU“. Seine Regierung werde eine Überarbeitung der Dublin-Regeln verlangen, um eine „faire Verteilung der Verantwortlichkeiten“ zu erreichen.